# Rząd Piotra Jaroszewicza
Rząd Piotra Jaroszewicza – pierwszy rząd utworzony przez premiera Piotra Jaroszewicza (drugi rząd pod jego kierownictwem).
29 marca 1972 Sejm powołał rząd. Powołanie gabinetu połączone było z reorganizacją centralnych organów państwowych. Zlikwidowano: Ministerstwo Oświaty i Szkolnictwa Wyższego oraz Komitet Nauki i Techniki. Utworzono w ich miejsce Ministerstwo Nauki, Szkolnictwa Wyższego i Techniki oraz Ministerstwo Oświaty i Wychowania. Kolejną zmianą była likwidacja Ministerstwa Handlu Wewnętrznego i Ministerstwa Gospodarki Komunalnej i Komitetu Drobnej Wytwórczości, a w to miejsce utworzono Ministerstwo Handlu Wewnętrznego i Usług oraz Ministerstwo Gospodarki Terenowej i Ochrony Środowiska. Zniesiono Komitet Pracy i Płac, a utworzono Ministerstwo Pracy, Płac i Spraw socjalnych.
W skład rządu weszło 31 osób, czyli: prezes Rady Ministrów, 6 wiceprezesów Rady Ministrów oraz 24 ministrów. Jeden z wicepremierów objął funkcję przewodniczącego Komisji Planowania przy Radzie Ministrów, zaś inny stanowisko ministra górnictwa i energetyki. 27 członków rządu było działaczami PZPR, 3 ZSL a 1 SD. Przeciętny wiek członków rządu wyniósł 50,3 lat. Najstarszym był Piotr Jaroszewicz – 62 lata, najmłodszym Tadeusz Wrzaszczyk – 39 lat. 12 członków rządu było posłami na Sejm. Rząd istniał do 27 marca 1976, kiedy zaprzysiężono kolejny rząd Piotra Jaroszewicza.
Powołanie Piotra Jaroszewicza na premiera nastąpiło po odwołaniu Józefa Cyrankiewicza w związku z wydarzeniami z grudnia 1970. 23 grudnia 1970 przejął on poprzedni piąty rząd Józefa Cyrankiewicza i kierował nim do 28 marca 1972, kiedy złożył dymisję. Dymisja została przyjęta i tego samego dnia Sejm powołał Piotra Jaroszewicza na stanowisko prezesa Rady Ministrów oraz powierzył mu przedstawienie składu rządu.

## Rada Ministrów Piotra Jaroszewicza (1972–1976)
| Funkcja                                                           | Imię i nazwisko             | Imię i nazwisko               | Czas pełnienia funkcji    | Czas pełnienia funkcji |
| Funkcja                                                           | Imię i nazwisko             | Imię i nazwisko               | Od                        | Do                     |
| ----------------------------------------------------------------- | --------------------------- | ----------------------------- | ------------------------- | ---------------------- |
| Prezes Rady Ministrów                                             |                             | Piotr Jaroszewicz (PZPR)      | 28 marca 1972(dts)        | 25 marca 1976(dts)     |
| Wiceprezes Rady Ministrów                                         | Mieczysław Jagielski (PZPR) | 29 marca 1972(dts)            | 27 marca 1976(dts)        |                        |
| Przewodniczący Komisji Planowania przy Radzie Ministrów           | Mieczysław Jagielski (PZPR) | 29 marca 1972(dts)            | 23 października 1975(dts) |                        |
| Wiceprezes Rady Ministrów                                         | Franciszek Kaim (PZPR)      | 29 marca 1972(dts)            | 27 marca 1976(dts)        |                        |
| Wiceprezes Rady Ministrów                                         | Jan Mitręga (PZPR)          | 29 marca 1972(dts)            | 21 lutego 1975(dts)       |                        |
| Minister górnictwa i energetyki                                   | Jan Mitręga (PZPR)          | 29 marca 1972(dts)            | 24 września 1974(dts)     |                        |
| Wiceprezes Rady Ministrów                                         | Kazimierz Olszewski (PZPR)  | 29 marca 1972(dts)            | 27 marca 1976(dts)        |                        |
| Minister żeglugi                                                  | Kazimierz Olszewski (PZPR)  | 22 listopada 1973(dts)        | 10 kwietnia 1974(dts)     |                        |
| Minister handlu zagranicznego i gospodarki morskiej               | Kazimierz Olszewski (PZPR)  | 10 kwietnia 1974(dts)         | 21 listopada 1974(dts)    |                        |
| Wiceprezes Rady Ministrów                                         | Józef Tejchma (PZPR)        | 29 marca 1972(dts)            | 27 marca 1976(dts)        |                        |
| Minister kultury i sztuki                                         | Józef Tejchma (PZPR)        | 16 lutego 1974(dts)           | 27 marca 1976(dts)        |                        |
| Wiceprezes Rady Ministrów                                         |                             | Zdzisław Tomal (ZSL)          | 29 marca 1972(dts)        | 27 marca 1976(dts)     |
| Minister sprawiedliwości                                          |                             | Włodzimierz Berutowicz (PZPR) | 29 marca 1972(dts)        | 27 marca 1976(dts)     |
| Minister obrony narodowej                                         | Wojciech Jaruzelski (PZPR)  | 29 marca 1972(dts)            | 27 marca 1976(dts)        |                        |
| Minister finansów                                                 | Stefan Jędrychowski (PZPR)  | 29 marca 1972(dts)            | 21 listopada 1974(dts)    |                        |
| Minister nauki, szkolnictwa wyższego i techniki                   | Jan Kaczmarek (PZPR)        | 29 marca 1972(dts)            | 17 grudnia 1974(dts)      |                        |
| Minister budownictwa i przemysłu materiałów budowlanych           | Alojzy Karkoszka (PZPR)     | 29 marca 1972(dts)            | 28 maja 1975(dts)         |                        |
| Wiceprezes Rady Ministrów                                         | Alojzy Karkoszka (PZPR)     | 28 maja 1975(dts)             | 27 marca 1976(dts)        |                        |
| Minister pracy, płac i spraw socjalnych                           | Wincenty Kawalec (PZPR)     | 29 marca 1972(dts)            | 21 listopada 1974(dts)    |                        |
| Minister przemysłu spożywczego i skupu                            |                             | Emil Kołodziej (ZSL)          | 29 marca 1972(dts)        | 27 marca 1976(dts)     |
| Minister łączności                                                |                             | Edward Kowalczyk (SD)         | 29 marca 1972(dts)        | 27 marca 1976(dts)     |
| Minister oświaty i wychowania                                     |                             | Jerzy Kuberski (PZPR)         | 29 marca 1972(dts)        | 27 marca 1976(dts)     |
| Minister przemysłu lekkiego                                       | Tadeusz Kunicki (PZPR)      | 29 marca 1972(dts)            | 27 marca 1976(dts)        |                        |
| Minister gospodarki terenowej i ochrony środowiska                | Jerzy Kusiak (PZPR)         | 29 marca 1972(dts)            | 28 maja 1975(dts)         |                        |
| Minister przemysłu ciężkiego                                      | Włodzimierz Lejczak (PZPR)  | 29 marca 1972(dts)            | 27 marca 1976(dts)        |                        |
| Minister spraw wewnętrznych                                       | Wiesław Ociepka (PZPR)      | 29 marca 1972(dts)            | 28 lutego 1973(dts)       |                        |
| Minister rolnictwa                                                | Józef Okuniewski (PZPR)     | 29 marca 1972(dts)            | 16 lutego 1974(dts)       |                        |
| Minister handlu zagranicznego                                     | Tadeusz Olechowski (PZPR)   | 29 marca 1972(dts)            | 10 kwietnia 1974(dts)     |                        |
| Minister przemysłu chemicznego                                    | Jerzy Olszewski (PZPR)      | 29 marca 1972(dts)            | 21 listopada 1974(dts)    |                        |
| Minister handlu zagranicznego i gospodarki morskiej               | Jerzy Olszewski (PZPR)      | 21 listopada 1974(dts)        | 27 marca 1976(dts)        |                        |
| Minister spraw zagranicznych                                      | Stefan Olszowski (PZPR)     | 29 marca 1972(dts)            | 27 marca 1976(dts)        |                        |
| Minister leśnictwa i przemysłu drzewnego                          |                             | Jerzy Popko (ZSL)             | 29 marca 1972(dts)        | 22 listopada 1973(dts) |
| Minister handlu wewnętrznego i usług                              |                             | Edward Sznajder (PZPR)        | 29 marca 1972(dts)        | 28 maja 1975(dts)      |
| Minister żeglugi                                                  | Jerzy Szopa (PZPR)          | 29 marca 1972(dts)            | 22 listopada 1973(dts)    |                        |
| Minister zdrowia i opieki społecznej                              | Marian Śliwiński (PZPR)     | 29 marca 1972(dts)            | 27 marca 1976(dts)        |                        |
| Minister kultury i sztuki                                         | Stanisław Wroński (PZPR)    | 29 marca 1972(dts)            | 16 lutego 1974(dts)       |                        |
| Minister bez teki                                                 | Stanisław Wroński (PZPR)    | 16 lutego 1974(dts)           | 26 czerwca 1974(dts)      |                        |
| Minister przemysłu maszynowego                                    | Tadeusz Wrzaszczyk (PZPR)   | 29 marca 1972(dts)            | 23 października 1975(dts) |                        |
| Wiceprezes Rady Ministrów                                         | Tadeusz Wrzaszczyk (PZPR)   | 23 października 1975(dts)     | 27 marca 1976(dts)        |                        |
| Przewodniczący Komisji Planowania przy Radzie Ministrów           | Tadeusz Wrzaszczyk (PZPR)   | 23 października 1975(dts)     | 27 marca 1976(dts)        |                        |
| Minister komunikacji                                              | Mieczysław Zajfryd (PZPR)   | 29 marca 1972(dts)            | 27 marca 1976(dts)        |                        |
| Minister do spraw kombatantów                                     | Mieczysław Grudzień (PZPR)  | 15 czerwca 1972(dts)          | 27 marca 1976(dts)        |                        |
| Minister spraw wewnętrznych                                       | Stanisław Kowalczyk (PZPR)  | 22 marca 1973(dts)            | 27 marca 1976(dts)        |                        |
| Minister leśnictwa i przemysłu drzewnego                          |                             | Tadeusz Skwirzyński (ZSL)     | 22 listopada 1973(dts)    | 27 marca 1976(dts)     |
| Minister rolnictwa                                                |                             | Kazimierz Barcikowski (PZPR)  | 16 lutego 1974(dts)       | 27 marca 1976(dts)     |
| Wiceprezes Rady Ministrów                                         | Franciszek Szlachcic (PZPR) | 29 maja 1974(dts)             | 27 marca 1976(dts)        |                        |
| Minister w składzie Rady Ministrów                                | Kazimierz Kąkol (PZPR)      | 29 maja 1974(dts)             | 27 marca 1976(dts)        |                        |
| Minister górnictwa i energetyki                                   | Jan Kulpiński (PZPR)        | 24 września 1974(dts)         | 27 marca 1976(dts)        |                        |
| Minister finansów                                                 | Henryk Kisiel (PZPR)        | 21 listopada 1974(dts)        | 27 marca 1976(dts)        |                        |
| Minister pracy, płac i spraw socjalnych                           | Tadeusz Rudolf (PZPR)       | 21 listopada 1974(dts)        | 27 marca 1976(dts)        |                        |
| Minister przemysłu chemicznego                                    | Maciej Wirowski (PZPR)      | 21 listopada 1974(dts)        | 27 marca 1976(dts)        |                        |
| Minister nauki, szkolnictwa wyższego i techniki                   | Sylwester Kaliski (PZPR)    | 17 grudnia 1974(dts)          | 27 marca 1976(dts)        |                        |
| Minister administracji, gospodarki terenowej i ochrony środowiska | Tadeusz Bejm (PZPR)         | 28 maja 1975(dts)             | 27 marca 1976(dts)        |                        |
| Minister handlu wewnętrznego i usług                              | Jerzy Gawrysiak (PZPR)      | 28 maja 1975(dts)             | 27 marca 1976(dts)        |                        |
| Minister budownictwa i przemysłu materiałów budowlanych           | Adam Glazur (PZPR)          | 28 maja 1975(dts)             | 27 marca 1976(dts)        |                        |
| Wiceprezes Rady Ministrów                                         | Tadeusz Pyka (PZPR)         | 23 października 1975(dts)     | 27 marca 1976(dts)        |                        |
| Minister przemysłu maszynowego                                    | Aleksander Kopeć (PZPR)     | 23 października 1975(dts)     | 27 marca 1976(dts)        |                        |

## W dniu zaprzysiężenia 29 marca 1972
- Piotr Jaroszewicz (PZPR) – prezes Rady Ministrów
- Mieczysław Jagielski (PZPR) – wiceprezes Rady Ministrów, przewodniczący Komisji Planowania przy Radzie Ministrów
- Franciszek Kaim (PZPR) – wiceprezes Rady Ministrów
- Jan Mitręga (PZPR) – wiceprezes Rady Ministrów, minister górnictwa i energetyki
- Kazimierz Olszewski (PZPR) – wiceprezes Rady Ministrów
- Józef Tejchma (PZPR) – wiceprezes Rady Ministrów
- Zdzisław Tomal (ZSL) – wiceprezes Rady Ministrów
- Włodzimierz Berutowicz (PZPR) – minister sprawiedliwości
- Wojciech Jaruzelski (PZPR) – minister obrony narodowej
- Stefan Jędrychowski (PZPR) – minister finansów
- Jan Kaczmarek (PZPR) – minister nauki, szkolnictwa wyższego i techniki
- Alojzy Karkoszka (PZPR) – minister budownictwa i przemysłu materiałów budowlanych
- Wincenty Kawalec (PZPR) – minister pracy, płac i spraw socjalnych
- Emil Kołodziej (ZSL) – minister przemysłu spożywczego i skupu
- Edward Kowalczyk (SD) – minister łączności
- Jerzy Kuberski (PZPR) – minister oświaty i wychowania
- Tadeusz Kunicki (PZPR) – minister przemysłu lekkiego
- Jerzy Kusiak (PZPR) – minister gospodarki terenowej i ochrony środowiska
- Włodzimierz Lejczak (PZPR) – minister przemysłu ciężkiego
- Wiesław Ociepka (PZPR) – minister spraw wewnętrznych
- Józef Okuniewski (PZPR) – minister rolnictwa
- Tadeusz Olechowski (PZPR) – minister handlu zagranicznego
- Jerzy Olszewski (PZPR) – minister przemysłu chemicznego
- Stefan Olszowski (PZPR) – minister spraw zagranicznych
- Jerzy Popko (ZSL) – minister leśnictwa i przemysłu drzewnego
- Edward Sznajder (PZPR) – minister handlu wewnętrznego i usług
- Jerzy Szopa (PZPR) – minister żeglugi
- Marian Śliwiński (PZPR) – minister zdrowia i opieki społecznej
- Stanisław Wroński (PZPR) – minister kultury i sztuki
- Tadeusz Wrzaszczyk (PZPR) – minister przemysłu maszynowego
- Mieczysław Zajfryd (PZPR) – minister komunikacji

## Zmiany w składzie Rady Ministrów
- 15 czerwca 1972
  - Powołanie:
    - Mieczysława Grudnia na urząd ministra do spraw kombatantów.
- 28 lutego 1973
  - Śmierć:
    - Wiesława Ociepki, ministra spraw wewnętrznych (powołany na ten urząd 29 marca 1972).
- 22 marca 1973
  - Powołanie:
    - Stanisława Kowalczyka na urząd ministra spraw wewnętrznych.
- 22 listopada 1973
  - Odwołanie:
    - Jerzego Popki z urzędu ministra leśnictwa i przemysłu drzewnego (powołany na ten urząd 29 marca 1972).
    - Jerzego Szopy z urzędu ministra żeglugi (powołany na ten urząd 29 marca 1972).

  - Powołanie:
    - Kazimierza Olszewskiego na urząd ministra żeglugi.
    - Tadeusza Skwirzyńskiego na urząd ministra leśnictwa i przemysłu drzewnego.
- 16 lutego 1974
  - Odwołanie:
    - Józefa Okuniewskiego z urzędu ministra rolnictwa (powołany na ten urząd 29 marca 1972).
    - Stanisława Wrońskiego z urzędu ministra kultury i sztuki (powołany na ten urząd 29 marca 1972).

  - Powołanie:
    - Kazimierza Barcikowskiego na urząd ministra rolnictwa.
    - Józefa Tejchmy na urząd ministra kultury i sztuki.
    - Stanisława Wrońskiego na urząd ministra bez teki.
- 10 kwietnia 1974
  - Odwołanie:
    - Tadeusza Olechowskiego z urzędu ministra handlu zagranicznego (powołany na ten urząd 29 marca 1972).
    - Kazimierza Olszewskiego z urzędu ministra żeglugi (powołany na ten urząd 22 listopada 1973).

  - Powołanie:
    - Kazimierza Olszewskiego na urząd ministra handlu zagranicznego i gospodarki morskiej.
- 29 maja 1974
  - Powołanie:
    - Kazimierza Kąkola na urząd ministra w składzie Rady Ministrów.
    - Franciszka Szlachcica na urząd wiceprezesa Rady Ministrów.
- 26 czerwca 1974
  - Odwołanie:
    - Stanisława Wrońskiego z urzędu ministra bez teki (powołany na ten urząd 16 lutego 1974).
- 24 września 1974
  - Odwołanie:
    - Jana Mitręgi z urzędu ministra górnictwa i energetyki (powołany na ten urząd 29 marca 1972).

  - Powołanie:
    - Jana Kulpińskiego na urząd ministra górnictwa i energetyki.
- 21 listopada 1974
  - Odwołanie:
    - Stefana Jędrychowskiego z urzędu ministra finansów (powołany na ten urząd 29 marca 1972).
    - Wincentego Kawalca z urzędu ministra pracy, płac i spraw socjalnych (powołany na ten urząd 29 marca 1972).
    - Jerzego Olszewskiego z urzędu ministra przemysłu chemicznego (powołany na ten urząd 29 marca 1972).
    - Kazimierza Olszewskiego z urzędu ministra handlu zagranicznego i gospodarki morskiej (powołany na ten urząd 10 kwietnia 1974).

  - Powołanie:
    - Henryka Kisiela na urząd ministra finansów.
    - Jerzego Olszewskiego na urząd ministra handlu zagranicznego i gospodarki morskiej.
    - Tadeusza Rudolfa na urząd ministra pracy, płac i spraw socjalnych.
    - Macieja Wirowskiego na urząd ministra przemysłu chemicznego.
- 17 grudnia 1974
  - Odwołanie:
    - Jana Kaczmarka z urzędu ministra nauki, szkolnictwa wyższego i techniki (powołany na ten urząd 29 marca 1972).

  - Powołanie:
    - Sylwestra Kaliskiego na urząd ministra nauki, szkolnictwa wyższego i techniki.
- 21 lutego 1975
  - Odwołanie:
    - Jana Mitręgi z urzędu wiceprezesa Rady Ministrów (powołany na ten urząd 29 marca 1972).
- 28 maja 1975
  - Odwołanie:
    - Alojzego Karkoszki z urzędu ministra budownictwa i przemysłu materiałów budowlanych (powołany na ten urząd 29 marca 1972).
    - Jerzego Kusiaka z urzędu ministra gospodarki terenowej i ochrony środowiska (powołany na ten urząd 29 marca 1972).
    - Edwarda Sznajdra z urzędu ministra handlu wewnętrznego i usług (powołany na ten urząd 29 marca 1972).

  - Powołanie:
    - Tadeusza Bejma na urząd ministra administracji, gospodarki terenowej i ochrony środowiska.
    - Jerzego Gawrysiaka na urząd ministra handlu wewnętrznego i usług.
    - Adama Glazura na urząd ministra budownictwa i przemysłu materiałów budowlanych.
    - Alojzego Karkoszki na urząd wiceprezesa Rady ministrów.
- 23 października 1975
  - Odwołanie:
    - Mieczysława Jagielskiego z urzędu przewodniczącego Komisji Planowania przy Radzie Ministrów (powołany na ten urząd 29 marca 1972).
    - Tadeusza Wrzaszczyka z urzędu ministra przemysłu maszynowego (powołany na ten urząd 29 marca 1972).

  - Powołanie:
    - Aleksandra Kopcia na urząd ministra przemysłu maszynowego.
    - Tadeusza Pyki na urząd wiceprezesa Rady Ministrów.
    - Tadeusza Wrzaszczyka na urzędy wiceprezesa Rady Ministrów oraz przewodniczącego Komisji Planowania przy Radzie Ministrów.